# San Simeone (città)
San Simeone o Porto San Simeone (in turco Kinet Höyük) era un antico insediamento, non lontano dall'attuale città di Samandağ, che prosperò durante l'epoca delle Crociate (XII-XIV secolo) in quanto porto della ben più importante città di Antiochia di Siria, a pochi chilometri nell'entroterra.

## Storia
Durante l'età antica il porto più importante della Siria era Seleucia di Pieria, che tuttavia andò in rovina durante l'alto medioevo. Il villaggio di San Simeone (nominato in onore dell'omonimo santo, anche se è incerto se il Vecchio o il Giovane), sito alla foce del fiume Oronte, finì allora col sostituire il ruolo di Seleucia, crescendo man mano d'importanza. Una prima cinta muraria venne costruita dai bizantini, durante il regno di Giustiniano I.
San Simeone venne conquistato dai cristiani durante la prima crociata, nel 1097, e da allora rimase saldamente in mani crociate per i successivi due secoli come parte del principato d'Antiochia. Nonostante lo stato di guerra semi-permanente tra cristiani e musulmani, San Simeone divenne un insediamento estremamente prospero, entrando a far parte della via della Seta in quanto collegava Siria e Iraq all'Europa grazie ai traffici delle repubbliche marinare, segnatamente la repubblica di Genova.
Porto San Simeone vide la fine della propria fortuna alla metà del XIII secolo, col declino e il crollo del principato d'Antiochia. Dopo un breve periodo sotto il controllo del regno armeno di Cilicia, nel 1268 i Mamelucchi guidati da Baybars invasero la Terrasanta e lo conquistarono, saccheggiando e radendo al suolo San Simeone, mai più rifondata.

## Cultura
Nonostante la breve esistenza, a San Simeone è legato un particolare stile di vasellame, chiamato appunto "Porto San Simeone" per la provenienza della maggior parte dei reperti. Lo stile legato al porto crociato si caratterizza per la ricorrenza di motivi geometrici e floreali e soprattutto della figura del bevitore di vino seduto a gambe incrociate, divenutane il segno distintivo.
La peculiarità dello stile Porto San Simeone è dovuta, tra le altre cose, alle influenze arabe, armene e bizantine sulla tipica arte rappresentativa europea medievale.